# بخش تروی (شهرستان مورو، اوهایو)
بخش تروی (به انگلیسی: Troy Township) یک منطقهٔ مسکونی در ایالات متحده آمریکا است که در شهرستان مورو، اوهایو واقع شده‌است.
 بخش تروی ۳۸٫۱ کیلومتر مربع مساحت و ۱٬۱۲۹ نفر جمعیت دارد و ۴۲۶ متر بالاتر از سطح دریا واقع شده‌است.